# Kaliforniai kárókatona

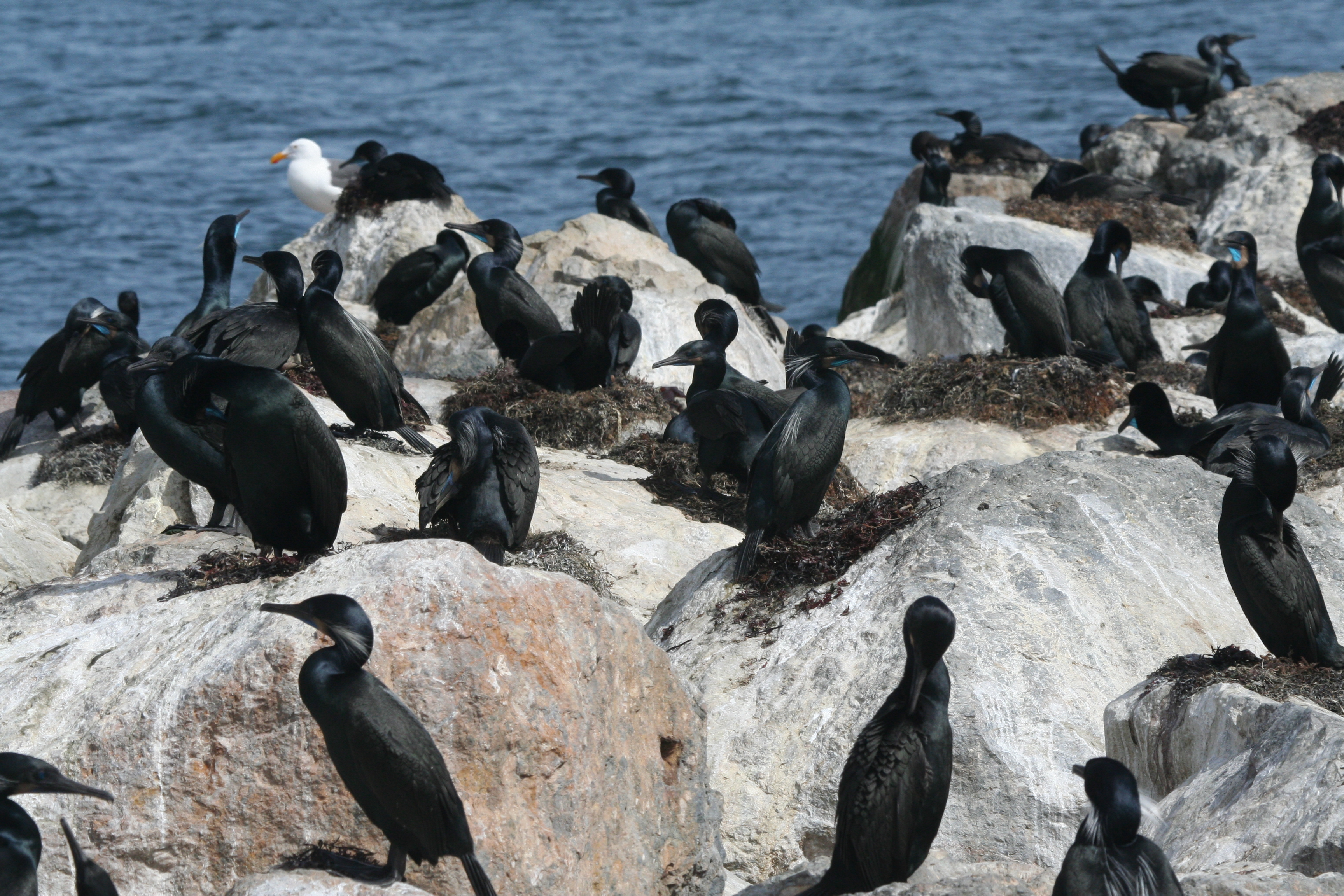
Telepesen költ

A kaliforniai kárókatona más néven Brandt-kárókatona vagy kaliforniai kormorán (Phalacrocorax penicillatus) a madarak (Aves) osztályának a szulaalakúak (Suliformes) rendjébe, ezen belül a kárókatonafélék (Phalacrocoracidae) családjába tartozó faj.

## Előfordulása
Kanada az Amerikai Egyesült Államok és Mexikó területén honos.

## Megjelenése
A test nagyon nyúlánk, de erős és hengeres. A nyak hosszú és vékony, a csőr közepes, a vége erősen kampós. A fejtető, nyak, mell, has, hátalja fényes fekete, gyönge fémfénnyel. Torka kék színű, tarkóján és hátán rövid, világos dísztollak vannak.

## Életmódja
Tengerparton víz alá bukással keresi halakból, főleg heringekből álló táplálékát.

## Szaporodása
Sziklákra készíti pár szál növényből álló fészkét, telepesen költ. Tengerpartokon található.